# Luc Borrelli
Luc Borrelli (ur. 2 lipca 1965 w Marsylii, zm. 3 lutego 1999) – piłkarz francuski grający na pozycji bramkarza.

## Kariera piłkarska
Borrelli pochodził z Marsylii i tam też rozpoczynał piłkarską karierę w amatorskim klubie ASPTT Marseille, w którym grał aż do roku 1986. Z zespołem osiągał sukcesy okręgowe, takie jak mistrzostwo Prowansji, czy tamtejszy puchar. Następnie Borrelli został bramkarzem innego klubu z Lazurowego Wybrzeża, Sporting Toulon Var, grającego wówczas w Ligue 1. Dopiero po paru sezonach stał się podstawowym bramkarzem zespołu, a w 1993 roku przeszedł do stołecznego Paris Saint-Germain. Jako zmiennik Bernarda Lamy osiągnął największe sukcesy w karierze – mistrzostwo Francji w 1994 roku oraz Puchar Francji i Puchar Ligi Francuskiej w 1995. Dla PSG wystąpił raptem 4 razy. W 1995 roku Borrelli został bramkarzem drugoligowego SM Caen, które wprowadził do pierwszej ligi. W Caen występował przez 3 sezony i w 1998 roku zamienił barwy klubowe na Olympique Lyon, gdzie jednak nie zdołał zagrać ani jednego meczu.
| Sezon   | Klub                | Kraj    | Rozgrywki         | Mecze | Bramki |
| ------- | ------------------- | ------- | ----------------- | ----- | ------ |
| 1986/87 | Sporting Toulon Var | Francja | Ligue 1           | 7     | 0      |
| 1987/88 | Sporting Toulon Var | Francja | Ligue 1           | 10    | 0      |
| 1988/89 | Sporting Toulon Var | Francja | Ligue 1           | 7     | 0      |
| 1989/90 | Sporting Toulon Var | Francja | Ligue 1           | 19    | 0      |
| 1990/91 | Sporting Toulon Var | Francja | Ligue 1           | 25    | 0      |
| 1991/92 | Sporting Toulon Var | Francja | Ligue 1           | 38    | 0      |
| 1992/93 | Sporting Toulon Var | Francja | Ligue 1           | 37    | 0      |
| 1993/94 | Paris Saint-Germain | Francja | Ligue 1           | 2     | 0      |
| 1994/95 | Paris Saint-Germain | Francja | Ligue 1           | 2     | 0      |
| 1995/96 | SM Caen             | Francja | Ligue 2           | 38    | 0      |
| 1996/97 | SM Caen             | Francja | Ligue 1           | 22    | 0      |
| 1997/98 | SM Caen             | Francja | Ligue 2           | 29    | 1      |
| 1998/99 | Olympique Lyon      | Francja | Ligue 1           | 0     | 0      |
|         |                     |         | Łącznie w Ligue 1 | 169   | 1      |

## Śmierć Borrellego
3 lutego 1999 Borrelli zginął w wypadku samochodowym. Niedługo potem władze Lyonu zadecydowały o zastrzeżeniu numeru 16. Po śmierci Luca jedną z trybun stadionu Stade Michel d'Ornano, na którym rozgrywa swoje mecze SM Caen, nazwano jego imieniem. Podobnie uczyniono na stadionie Sporting Toulon Var, Stade de Bon Rencontre. Jego rodzina co roku organizuje treningi bramkarskie dla młodych zawodników w Sainte-Tulle, a sponsorowane są przez przyjaciół Borrellego z boiska, wśród których Borrelli był bardzo cenionym zawodnikiem: Grégory Coupeta, Daniela Bravo, Alaina Caveglię, Jean-François Perona, Rafaëla Guerrero, Pascala Vahiruę i Aboulaye Konko. Naczelnym hasłem tej imprezy jest "Robimy to dla Niego".

## Sukcesy
- Mistrzostwo Francji: 1994 z Paris Saint-Germain
- Puchar Francji: 1995 z Paris Saint-Germain
- Puchar Ligi Francuskiej: 1995 z Paris Saint-Germain
- Mistrzostwo Ligue 2: 1996 z SM Caen